# Robert Dudley
Robert Dudley, od 1564 1. Earl Leicester (ur. 24 czerwca 1532, zm. 4 września 1588 w Cornbury, Oxfordshire) - książę Nothumberland. Syn Johna Dudleya, 1. hrabiego Nothumberland. Znany ze znajomości z Elżbietą I Tudor.
Przyszłą królową poznał w wieku 8 lat. W późniejszym okresie zyskał względy królowej z powodu swoich talentów politycznych i wojskowych. Mówi się również, że był bardzo atrakcyjnym mężczyzną. 
Pełnił m.in. godność generalnego namiestnika królestwa. Według niektórych był miłością platoniczną Elżbiety, inne źródła podają, że jej kochankiem, jednak historycy spierają się w tej sprawie. 
Zmarł prawdopodobnie na gruźlicę.